# Universitat Duke
La Universitat Duke (Duke University en anglès) és una universitat privada de recerca dels Estats Units d'Amèrica a Durham a l'estat de Carolina del Nord. Fou fundada el 1838 com a "Brown School" per metodistes i quàquers en la ciutat de Trinity i va ser traslladada a la localitat de Durham en 1982. El 1924, l'empresari del tabac i l'energia elèctrica James Buchanan Duke va establir la fundació Duke Endowment i la institució va canviar el seu nom per rendir honor al seu difunt pare, Washington Duke, un dels seus primers benefactors.
El campus s'estén per més de 3.500 hectàrees en tres subcampus contigus a Durham i un laboratori marí a Beaufort. El Campus Oest, dissenyat en gran part per l'arquitecte Julian Abele, incorpora l'estil gòtic col·legial amb la Capella Duke de 64 metres l'alçada al centre del campus, i adjacent al Centre Mèdic. El Campus Est, a uns 2,4 km de distància, és la seu de tots els estudiants de primer any, conté exemples d'arquitectura georgiana. La universitat també administra dues escoles simultànies a Àsia, la Facultat de Medicina Duke-NUS de Singapur (establerta el 2005) i la Universitat Duke Kunshan de Kunshan, Xina (establerta el 2013). I forma una de les tres puntes de l'anomenat Triangle de Recerca, o simplement el Triangle, de la regió juntament amb la Universitat Estatal de Carolina del Nord a Raleigh i la Universitat de Carolina del Nord a Chapel Hill.
La universitat té "vincles històrics, formals, continus i simbòlics" amb l'Església Metodista Unida, però és una institució no sectària i independent.
Fins al 2015, setze premis Nobel, tres premis Turing i una cinquantena de guanyadors de la Beca Rhodes han tingut relació amb la universitat com a alumne o com a investigador o professor d'algun tipus.
La tardor de 2024 la universitat comptava amb un total de 17.499 alumnes matriculats, dels quals 6.523 són alumnes de grau i d'aquests un 53% són dones. El nombre de professors és de 1.655 mentre que els treballadors són 47.132, incloent-hi tot el personal de l'Hospital Universitari i del Sistema de Salut de Duke. Cal destacar també que l'any 2024 la universitat va rebre 51.974 sol·licituds, de les quals només 1.732 van inscriure's.

## Rànquings
Duke està acreditada per la Southern Association of Colleges and Schools, una acreditació educativa regional reconeguda pel Departament d'Educació dels Estats Units i el Consell d'Acreditació d'Educació Superior. I sovint es qualifica a Duke com de Southern Ivy per la seva excel·lència acadèmica i prestigi social similars a les vuit universitats i institucions que conformen la Ivy League.
- Al Times Higher Education Ranking de 2025 està classificada en el lloc 27è del món.[15]
- Al Rànquing de Shanghai de 2024 classifica la universitat en el 39è lloc del món.[16]
- Al CWTS Leiden Ranking de 2024 està classificada en el lloc 60è del món i en el 14è dels Estats Units.[17]
- Al QS World University Rankings de 2025 està classificada en el lloc 62 del món.[18]
- Al rànquing America's Top Colleges de 2025 editat per la revista Forbes està classificada en el lloc 20 dels Estats Units.[19]
- Al rànquing U.S. News & World Report Best Colleges Ranking està classificada en el 6è lloc d'entre les universitats dels Estats Units.[20]
- Al rànquing Washington Monthly de 2024 està classificada en el 7è lloc d'entre les universitats dels Estats Units.[21]
- Al rànquing College Pulsedel diari The Wall Street Journal està classificada en el lloc 45è.[22]

## Història

### Inicis

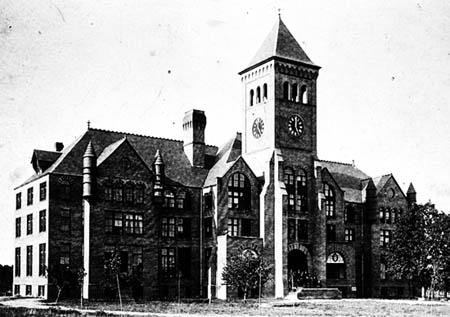
Edifici Washington Duke ("Old Main"), un dels primers edificis del campus original de Durham (actualment Campus Est) que va ser ederrocat quan es va reconstruir el campus.

Duke va obrir les portes per primera vegada el 1838 com a Brown's Schoolhouse, una escola de subscripció privada a l'actual ciutat de Trinity al comtat de Randolph, Carolina del Nord. Organitzats per la Union Institute Society, un grup de metodistes i quàquers, la Brown's Schoolhouse es va convertir en la Union Institute Academy el 1841. L'acadèmia va ser rebatejada de nou com a Normal College el 1851, i després com a Trinity College el 1859 gràcies al suport de l'Església Metodista. El 1892, el Trinity College es va traslladar a Durham, en gran part gràcies a la generositat de Julian S. Carr i Washington Duke, metodistes respectats que s'havien enriquit a través de les indústries del tabac i l'electricitat. Carr va fer la donació de terrenys per al campus original de Durham el 1892, que avui dia es coneix com l'East Campus. Al mateix temps, Washington Duke va donar a l'escola 85.000 dòlars (2.970.000 dòlars ajustats a la inflació) per a una dotació inicial i costos de construcció, augmentant posteriorment la seva generositat amb tres contribucions més de 100.000 dòlars el 1896, 1899 i 1900, amb l'estipulació que la universitat "obri les portes a les dones, posant-les en igualtat de condicions amb els homes". Duke acceleraria la seva missió de convertir-se en una universitat global el 1910 amb l'ascens de William Preston Few com a nou president del Trinity College, que buscava establir la universitat com a contrapès sud de les universitats Yale i Harvard.
El 1924, el fill de Washington Duke, James B. Duke, va establir la Dotació Duke amb un fons fiduciari de 40 milions de dòlars. Els ingressos del fons s'havien de distribuir a hospitals, orfenats, l'Església Metodista i quatre universitats (inclòs el Trinity College). William Few, que va continuar sent president del Trinity, va insistir que la institució passés a anomenar-se Universitat Duke per honorar la generositat de la família i distingir-la de la infinitat d'altres universitats i colleges que portaven el nom de "Trinity". Al principi, James B. Duke va pensar que el canvi de nom seria egoista, però finalment va acceptar la proposta com a homenatge al seu pare. Els diners de la dotació van permetre que la universitat creixés ràpidament. El campus original, l'East Campus, va ser reconstruït entre el 1925 i el 1927 amb edificis d'estil georgià. El 1930, la majoria dels edificis d'estil gòtic col·legial del campus estaven acabats, i la construcció del Campus Oest va culminar amb la finalització de la capella Duke el 1935.
El 1878, el Trinity (al comtat de Randolph) va atorgar títols de Bachelor of Arts a tres germanes —Mary, Persis i Theresa Giles— que havien estudiat tant amb tutors particulars com en classes juntament amb homes. Amb el trasllat de la universitat el 1892, el consell d'administració va votar per permetre de nou que les dones fossin admeses formalment a les classes com a estudiants diürnes. En el moment de la donació feta per Washington Duke el 1896, que requeria que les dones fossin situades "en igualtat de condicions amb els homes" a la universitat, hi havia quatre dones matriculades; tres eren filles de membres del professorat. El 1903, Washington Duke va escriure al consell d'administració retirant la disposició, assenyalant que havia estat l'única limitació que havia imposat mai a una donació a la universitat. El 1897 es va construir un dormitori residencial per a dones i es va anomenar Edifici Mary Duke, en honor a la filla de Washington Duke. El 1904, ja hi havia 54 dones matriculades a la universitat. El 1930, es va establir el Woman's College com a coordinadora del col·legi universitari masculí, que s'havia establert i anomenat Trinity College el 1924.
Segons el Centre de Drets Humans de la Universitat de Duke, la "política de la universitat a la dècada de 1920 excloïa els negres de les admissions i també restringia als negres l'ús de certes instal·lacions del campus, com ara els menjadors i els allotjaments de les residències... El 1948, un grup d'estudiants de teologia van sol·licitar a l'escola de teologia que dessegregués, el primer esforç concertat per impulsar la dessegregació de la política d'admissió de Duke".

### Expansió i creixement
L'enginyeria, que s'havia impartit a Duke des del 1903, es va convertir en una escola independent, l'Escola d'Enginyeria Pratt, el 1939. La residència oficial del president de la universitat, la J. Deryl Hart House, es va completar el 1934. En esport, Duke va jugar i acollir la primera Rose Bowl jugada fora de Califòrnia, al Wallace Wade Stadium, el 1942; el segon partit d'aquest tipus es va jugar a Arlington a Texas, el 2021, traslladat com a resultat de la pandèmia de la COVID-19. Durant la Segona Guerra Mundial, Duke va ser una de les 131 universitats i escoles superiors a escala nacional que van participar en el Programa de Formació V-12 de la Marina, que oferia als estudiants un camí cap a una comissió naval. Duke va matricular els primers estudiants de postgrau afroamericans el 1961 encara que l'escola no va admetre estudiants negres de grau fins al setembre de 1963, i el mateix 1963 el Consell d'Administració va eliminar oficialment la segregació dels estudiants negres als estudis de grau, però el professorat va romandre completament blanc fins al 1966.
L'augment de l'activisme al campus durant la dècada de 1960 va impulsar Martin Luther King a parlar a la universitat el novembre de 1964 sobre el progrés del Moviment afroamericà pels drets civils. Després de la dimissió de Douglas Knight del càrrec de president de la universitat, Terry Sanford, l'exgovernador de Carolina del Nord, va ser elegit president de la universitat el 1969, impulsant l'obertura de l'Escola de Negocis Fuqua, la finalització de la biblioteca William R. Perkins i la fundació de l'Institut de Ciències Polítiques i Afers Públics (actualment l'Escola Sanford de Política Pública). El Woman's College, fins aleshores independent, es va fusionar de nou amb el Trinity com a universitat d'arts liberals tant per a homes com per a dones el 1972.
A partir de la dècada del 1970, els administradors de Duke van iniciar un esforç a llarg termini per enfortir la reputació de la universitat tant a escala nacional com internacional. Es va emfatitzar el treball interdisciplinari, així com el reclutament de professors i estudiants de minories. Durant aquest temps també es va convertir en el bressol del primer programa de grau d'Assistent Mèdic als Estats Units. L'Hospital Universitari de Duke es va acabar el 1980 i l'edifici del sindicat d'estudiants es va construir dos anys després. El 1986, l'equip masculí de futbol americà va aconseguir el primer campionat de la National Collegiate Athletic Association (NCAA) de Duke, i l'equip masculí de bàsquet va aconseguir poc després els campionats de 1991 i 1992, i després de nou el 2001, 2010 i 2015.
Duke Forward, una campanya de recaptació de fons de set anys de durada, va recaptar 3.850 milions de dòlars a l'agost del 2017.

### Història recent
El 2014, Duke va treure el nom de Charles B. Aycock, un governador supremacista blanc de Carolina del Nord, d'una residència universitària. Avui dia es coneix pel nom d'East Residence Hal.
El 19 d'agost de 2017, després dels violents enfrontaments a la manifestació Unite the Right a la localitat de Charlottesville, a l'estat de Virgínia, l'estàtua del general confederat Robert E. Lee va ser retirada de l'entrada de la capella Duke, després d'haver estat vandalitzada pels manifestants.
L'agost de 2020, els primers estudiants universitaris de la Universitat Duke Kunshan van arribar al campus de Duke per estudiar a l'estranger. A causa de la COVID-19, els estudiants xinesos de grau i postgrau de Duke que no podien viatjar als Estats Units per les restriccions van ser acollits al campus d'aquesta universitat.

### Controvèrsies
Falses acusacions de violació
El 2006, tres membres de l'equip masculí de lacrosse van ser acusats falsament de violació per Crystal Mangum, L'11 d'abril de 2007, el fiscal general de Carolina del Nord, Roy Cooper, va retirar tots els càrrecs i va declarar innocents els tres jugadors. Cooper va declarar que els jugadors acusats van ser víctimes d'una "tràgica cursa per acusar". El desembre de 2024, Crystal Mangum va admetre, durant una entrevista en un podcast l'11 de desembre de 2024, que "s'havia inventat una història que no era certa" sobre els jugadors blancs de lacrosse que van assistir a una festa on va ser contractada com a stripper.
Mala praxi en la recerca
El 2019, Duke va pagar 112,5 milions de dòlars per resoldre les acusacions de la Llei de Reclamacions Falses relacionades amb una mala conducta en la recerca científica. Un investigador de l'escola falsificava o fabricava dades de recerca per obtenir subvencions amb finalitats econòmiques. L'investigador va ser arrestat el 2013 acusat de malversar fons de la universitat. L'estafa va ser descoberta per les acusacions fetes a través d'una demanda presentada per un denunciant, que havia treballat com a empleat de Duke, i va descobrir les dades falses.
En resposta a l'acord de mala conducta, Duke va establir una comissió assessora d'acadèmics procedents de l'Institut Tecnològic de Califòrnia, Stanford i la Universitat Rockefeller. A partir de les recomanacions d'aquesta comissió, es va establir l'Oficina d'Integritat Científica de Duke (DOSI) sota el lideratge de Lawrence Carin, un professor d'enginyeria amb experiència en aprenentatge automàtic i intel·ligència artificial. L'establiment d'aquesta oficina posa les pràctiques de recerca de Duke en un mateix nivell que les d'institucions similars com la Universitat Johns Hopkins.

## Escoles i instituts

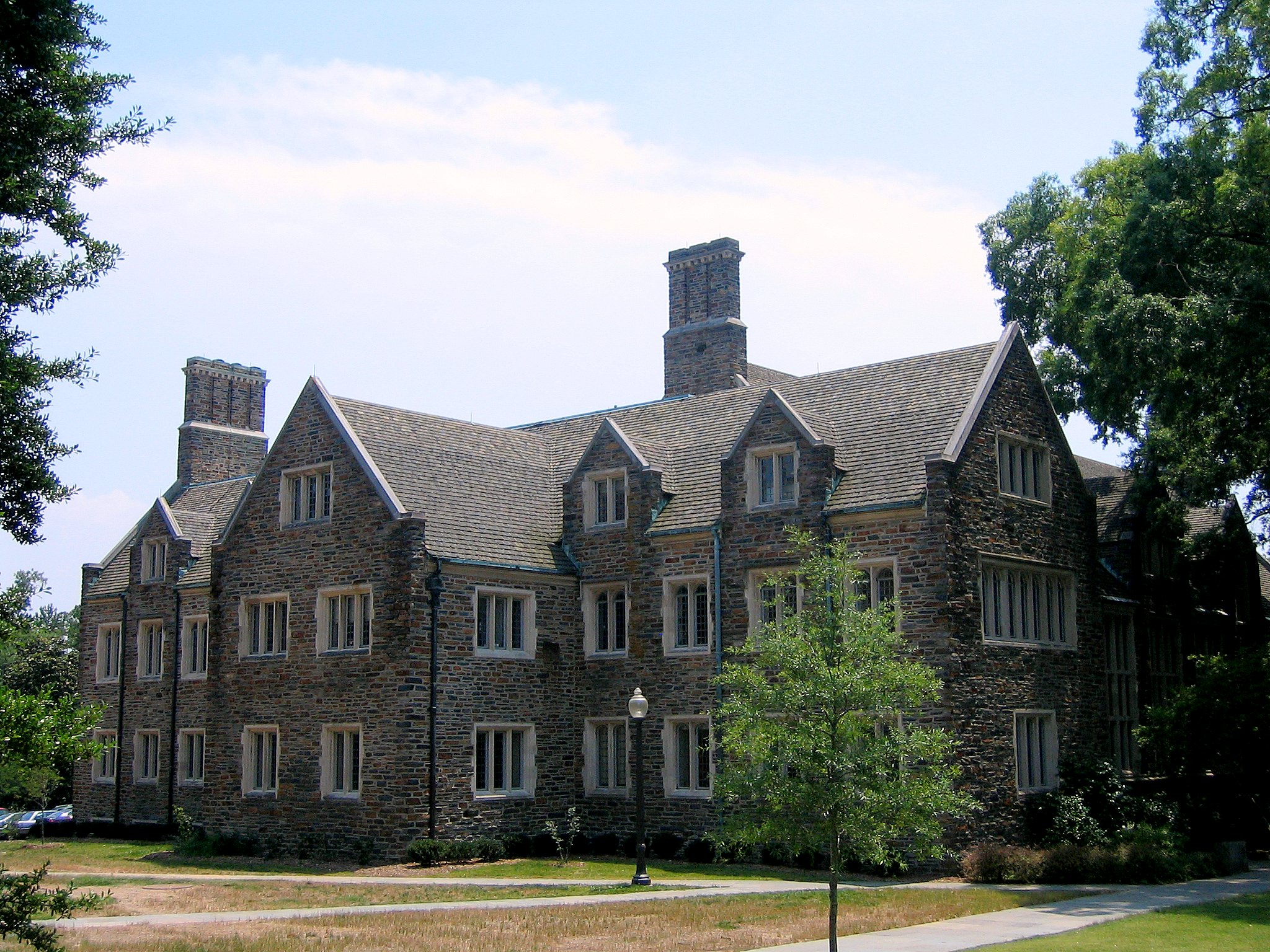
Trinity College d'Arts i Ciències.

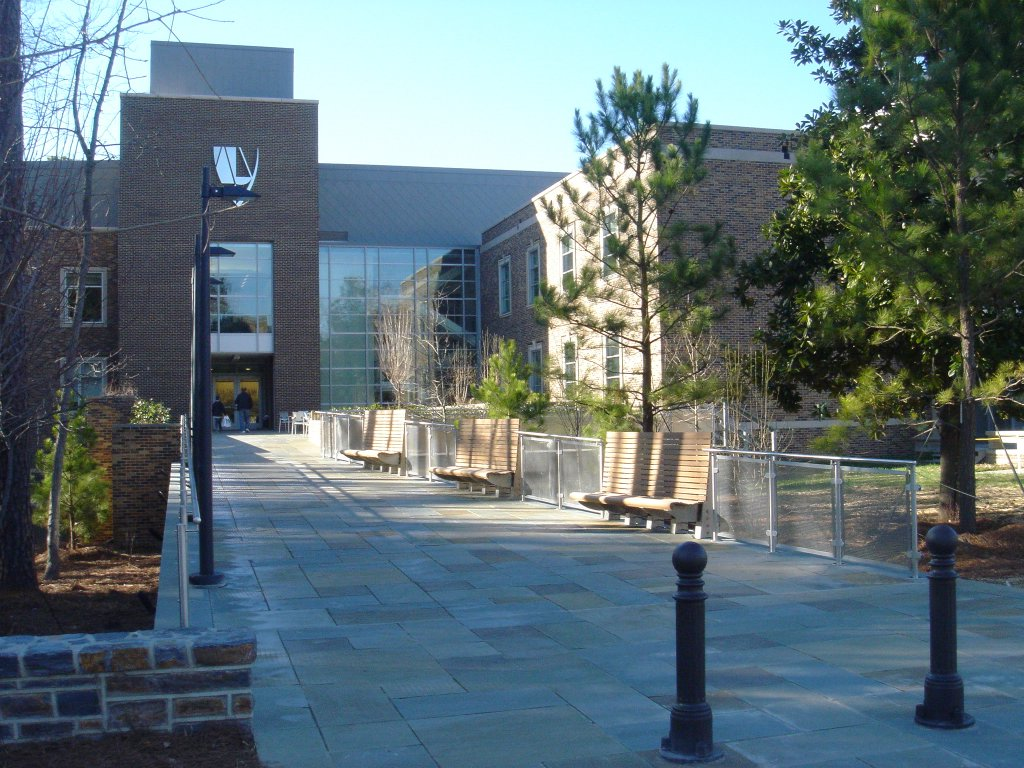
Escola de Dret.

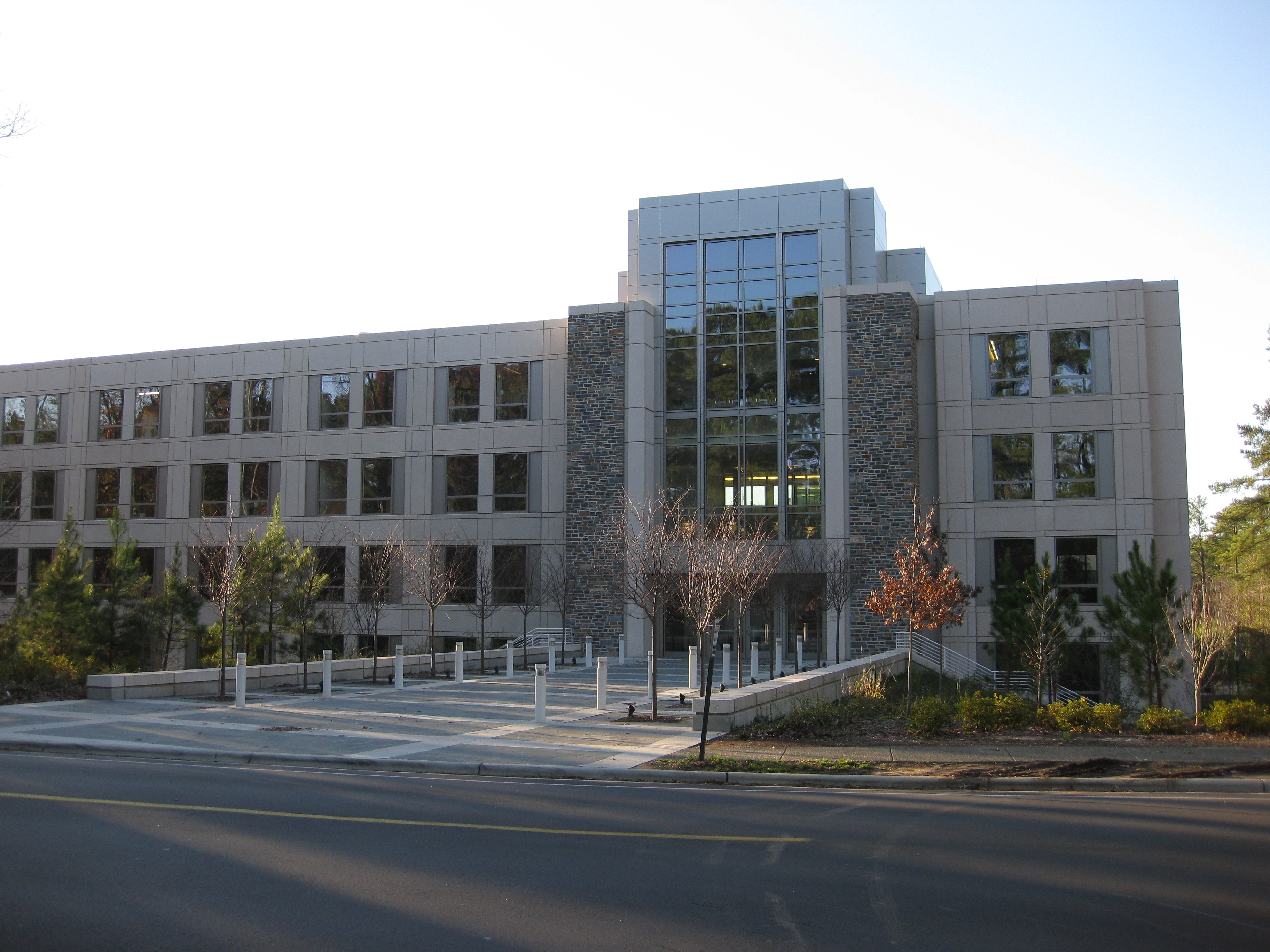
Escola Fuqua de Negocis.

La Universitat comprèn 10 escoles i 10 instituts, dels quals només tres imparteixen programes de grau:
- Trinity College d'Arts i Ciències, creada el 1859.[61] (programes de grau)
- Escola de Dret, creada el 1904.[62]
- Escola Divinity, creada el 1926.[63]
- Graduate School, creada el 1926.[64]
- Escola de Medicina, creada el 1930.[65]
- Escola d'Infermeria, creada el 1931.[66]
- Escola Pratt d'Enginyeria, creada el 1939.[67] (programes de grau)
- Escola Fuqua de Negocis, creada el 1969.[68]
- Escola Nicholas de Medi Ambient, creada el 1991.[69]
- Escola Sanford de Polítiques Públiques, creada el 2009.[70]
- Institut John Hope Franklin d'Humanitats, creat el 1999.[71]
- Institut Kenan d'Ètica, creat el 2001.[72]
- Institut de Recerca en Ciències Socials, creat el 2003.[73]
- Institut Nicholas per a l'Energia, el Medi Ambient i la Sostenibilitat, creat el 2005.[74]
- Institut de Salut Global de Duke, creat el 2006.[75]
- Institut per a les Ciències del Cervell Duke, creat el 2007.[76]
- Innovació i Emprenedoria Duke, creat el 2010.[77]
- Rhodes Information Initiative at Duke, creat el 2013.[78]
- Iniciativa de Ciència i Societat Duke, creat el 2013.[79]
- Institut Margolis de Política Sanitària, creat el 2016.[80]
- Universitat Duke Kunshan, creada el 2013.[81] (programes de grau)

La dotació de Duke tenia un valor de mercat d'11.900 milions de dòlars en l'exercici fiscal que va acabar el 30 de juny de 2024. Les instal·lacions acadèmiques especials de la universitat inclouen el museu d'art Nasher, diversos laboratoris d'idiomes, el Duke Forest, el Duke Herbarium, el Duke Lemur Center, un fitotró, un làser d'electrons lliures, una màquina de ressonància magnètica nuclear, un laboratori nuclear i el Duke University Marine Laboratory. Duke és un participant destacat a la National LambdaRail i dirigeix un programa per a nens superdotats conegut com a Programa d'Identificació de Talents.

## Campus

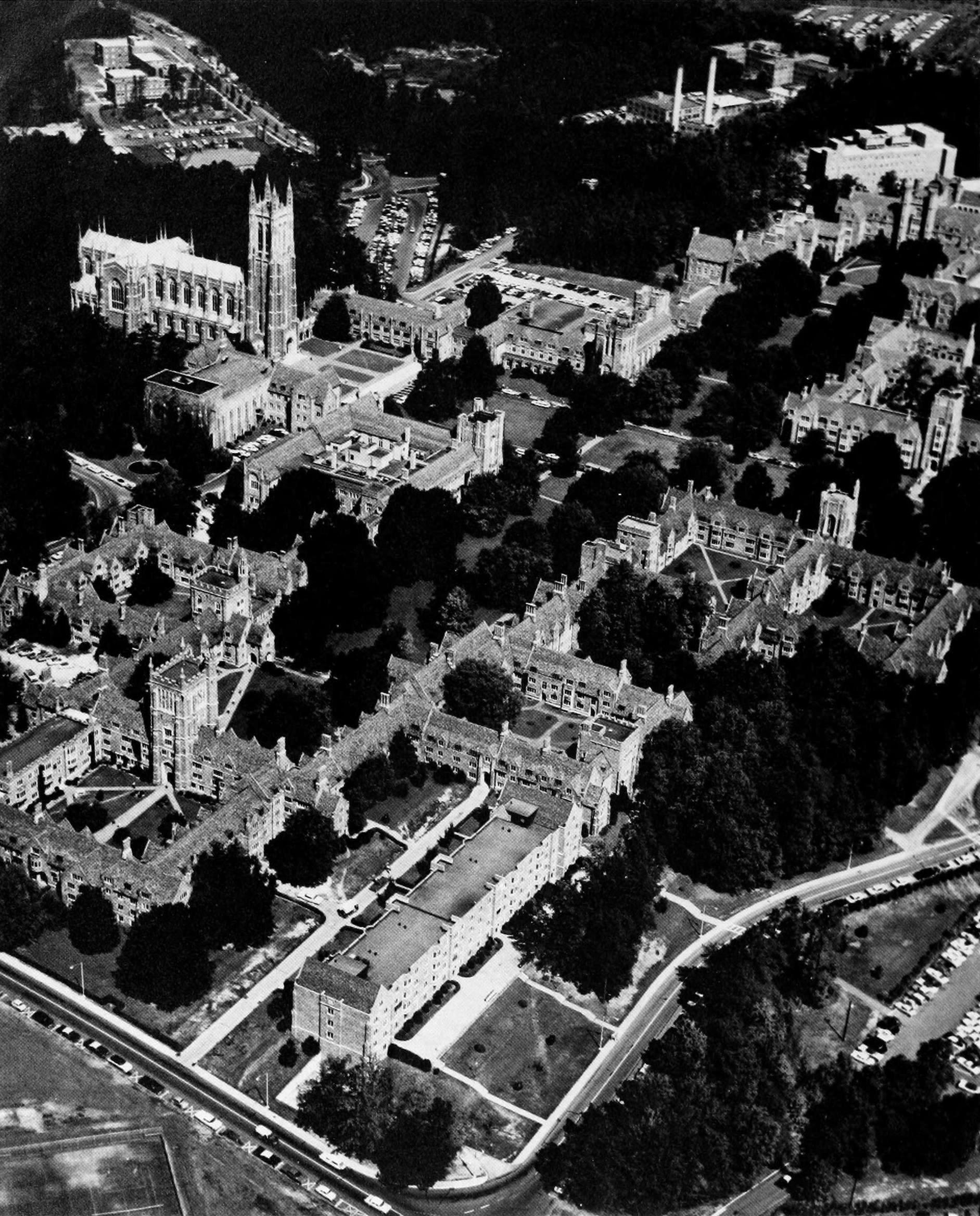
Vista aèria dels campus Oest (Chanticleer 1976).

La Universitat de Duke posseeix actualment 35,18 km² de terreny, que inclouen els 28,51 km² del bosc de Duke o Duke Forest, i que allotgen uns 218 edificis repartits en quatre campus principals: Els campus Oest, campus Est, campus Central i el Centre Mèdic, tots connectats mitjançant un servei d'autobús gratuït. A la localitat de Beaufort, a la costa atlàntica, Duke posseeix 61.000 m² on es troben les instal·lacions del laboratori marí de la universitat. Una de les principals atraccions públiques del campus principal són els jardins Sarah P. Duke, de 220.000 m², establerts a la dècada de 1930.

### Campus Oest
El Campus Oest amb una extensió de 2,9 km², és considerat el campus principal de la universitat i acull tots els estudiants de segon i tercer curs, juntament amb la majoria dels estudiants de quart curs. També és on es troben la majoria dels centres acadèmics i administratius de la universitat. Els estudiants sovint s'hi refereixen amb el sobre nom de "the Gothic Wonderland" en referència a l'estil arquitectònic gòtic col·legial en què estan construïts els principals edificis, un estil escollit pels fundadors de Duke després de visitar els campus de les Universitats de Chicago, Yale i Princeton.
Gran part del campus va ser dissenyat per Julian Abele entre els anys 1924-1954, un dels primers arquitectes afroamericans destacats i el dissenyador en cap de les oficines de l'arquitecte Horace Trumbauer, i entre els quals destaca la capella de la universitat amb 64 m d'alçada situada al seu centre.
En aquest campus també s'hi troben la majoria dels edificis dedicats a l'allotjament dels estudiants, anomenats quadrangles o quads, i que allotgen els estudiants de segon fins a quart curs. Duke garanteix l'allotjament per a tots els estudiants de grau. Aquest model és similar als models d'allotjament d'altres universitats com Harvard o Yale. Així com la majoria dels restaurants i instal·lacions esportives del campus, inclòs l'històric pavelló de bàsquet Cameron Indoor Stadium.
Capella Duke

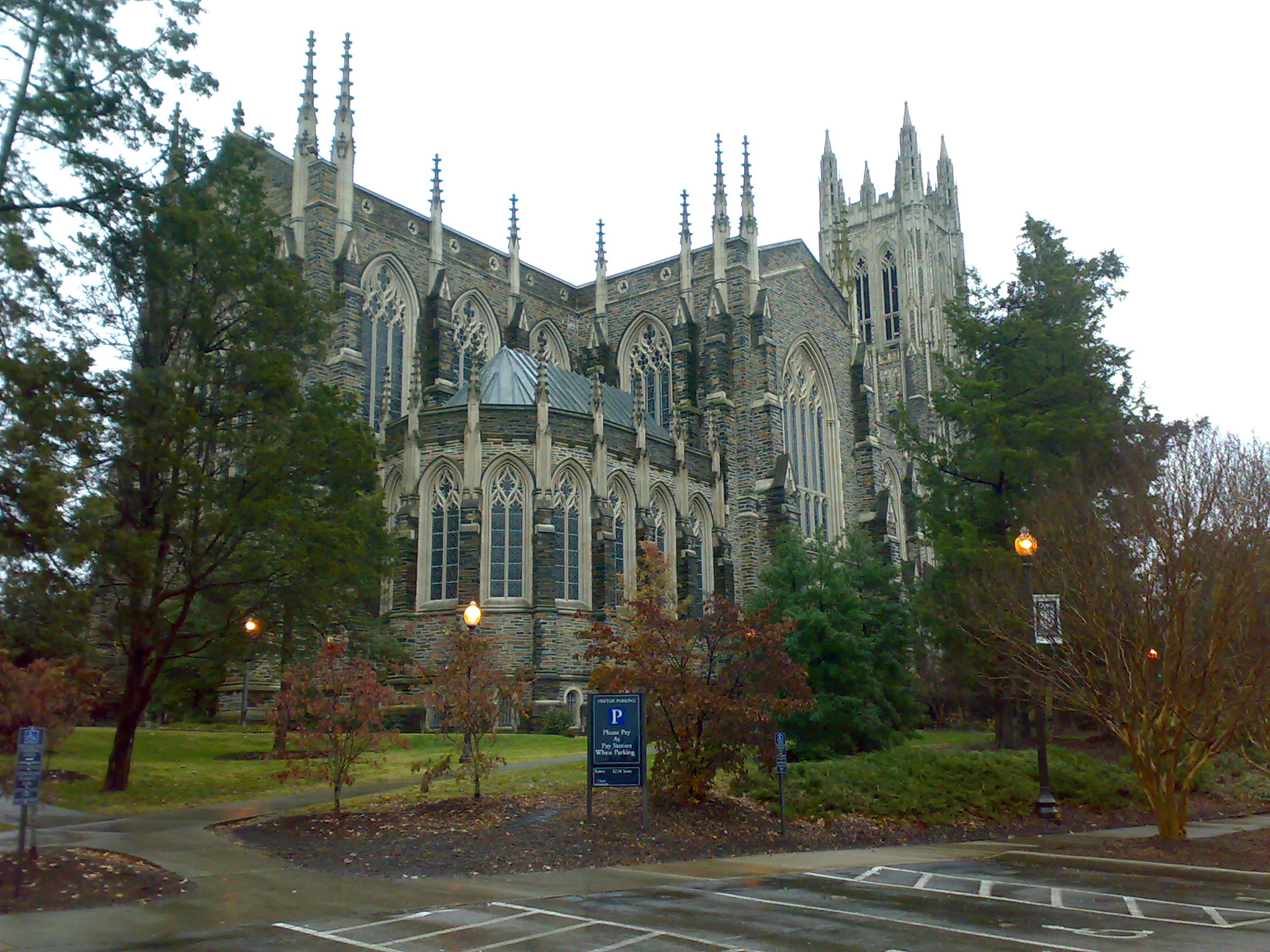
Vista posterior de la capella.

Situada al centre del campus Oest, és una capella ecumènica cristiana i el centre de la religió a Duke amb connexions amb l'Església Metodista Unida. Fou acabada el 1935, la capella té capacitat per a unes 1.800 persones i fa 64 m d'alçada, cosa que la converteix en un dels edificis més alts del comtat de Durham. Està construïda en estil gòtic col·legial, una versió secular de l'arquitectura gòtica, caracteritzat per les seves grans pedres, voltes molt planes, grans finestres i arcs apuntats d'estil Tudor. Té un carilló de 50 campanes i tres orgues, un amb 5.033 tubs i un altre amb 6.900 tubs.
Tot i que els primers plànols per a la construcció d'una capella es van fer l'abril de 1925, la primera pedra no es va col·locar fins al 22 d'octubre de 1930. Quan es va completar el 1935 amb un cost de 2,3 milions de dòlars, la capella va ser l'últim dels edificis originals que es va construir al Campus Oest. Es va utilitzar per primera vegada durant la graduació el 1932 mentre encara estava en construcció, tot i que no es va acabar i dedicar formalment fins al 2 de juny de 1935. Els vitralls i altres detalls es van instal·lar posteriorment. La capella va ser dissenyada per l'arquitecte Julian Abele. L'11 de maig de 2015, la capella va tancar durant un any a causa de les obres de restauració necessàries al sostre, reobrint de nou l'11 de maig de 2016.
El 16 i 17 d'agost de 2017, arran de la manifestació Unite the Right a Charlottesville i les posteriors peticions per a la retirada de monuments i memorials confederats arreu dels Estats Units, l'estàtua del militar Robert E. Lee, de vuitanta-cinc anys d'antiguitat, que es trobava al portal d'entrada de la capella va ser desfigurada.  Una setmana després dels esdeveniments el president de la Universitat Duke, Vincent Price, va aprovar-ne la retirada. En anunciar la retirada en un correu electrònic del 19 d'agost als estudiants, al personal, al professorat i als antics alumnes, Price va prometre preservar l'estàtua "perquè els estudiants puguin estudiar el complex passat de Duke i participar en un futur més inclusiu". L'abril de 2025, l'espai ocupat per l'estàtua encara no s'havia ocupat amb una de nova.
Edifici Allen
L'edifici Allen va ser l'escenari de protestes estudiantils a finals dels anys seixanta del segle XX. El 1969, sis anys després que la universitat comencés a permetre la matrícula d'estudiants afroamericans, desenes d'aquests estudiants van envair l'edifici Allen i s'hi van tancar. La seva justificació incloïa una estructura de poder de "blancs a dalt i negres a baix", segons l'exdirector de relacions amb els empleats. L'enfocament gradualista i possiblement complaent de la universitat envers els drets civils; altes taxes d'abandonament dels estudiants afroamericans; manca de drets de sindicalització per als empleats no acadèmics; manca de poder institucional i autodeterminació per a un departament d'estudis afroamericans; "assetjament policial cap als estudiants negres"; "condicions de vida racistes"; i "simbòlicisme de la representació negra en les estructures de poder universitàries", entre d'altres. La seva demanda subjacent era "ser presos seriosament com a éssers humans i ser tractats com qualsevol ésser humà respectat". El rector Marcus E. Hobbes es va queixar que els estudiants afroamericans "volien dirigir la Universitat". Cap a les 8 del matí, aquests estudiants van entrar a l'edifici Allen, van demanar a tothom que marxés i es van tancar a dins. La universitat va trucar a la policia i, gairebé abans que les forces de l'ordre entressin a l'edifici (tant els estudiants com l'administració de la universitat entenien que la policia probablement hauria colpejat brutalment els estudiants desarmats), els estudiants van sortir tapant-se les cares. Mentrestant, estudiants i professors blancs havien format un escut humà al voltant de l'edifici i es va produir una baralla entre la policia i els estudiants, enviant un grapat d'estudiants a l'hospital. El president de la universitat, Vincent Price, va qualificar la presa de possessió com "un dels moments més importants de la història de la nostra universitat", afirmant que els manifestants "van canviar aquest lloc per a millor i van millorar la vida de molts dels que els van seguir".
Bosc de Duke
El bosc de Duke, establert el 1931, té una extensió de 28,51 km² i està situat just a l'oest del campus Oest. Es tracta del bosc de recerca privat més gran de l'estat de Carolina del Nord i un dels més grans del país. Al bosc s'hi troben una varietat de tipus de masses forestals i tractaments silvícoles. S'utilitza per a la recerca i inclou el centre de recerca Aquatic Research Facility, Forest Carbon Transfer and Storage (FACTS-I), dues torres permanents adequades per a estudis micrometeorològics i altres zones designades per al comportament animal i l'estudi dels ecosistemes. Més de 48 km de corriols estan oberts al públic per a caminar, fer ciclisme i passejades a cavall. El Duke Lemur Center, situat dins d'aquest bosc, és el santuari més gran del món per a primats estrepsirrins rars i en perill d'extinció. Fundat el 1966, el Duke Lemur Center té una extensió de 34 hectàrees i conté gairebé 300 animals de 25 espècies diferents de lèmurs, gàlags, potos i loris.
Pedra de Duke

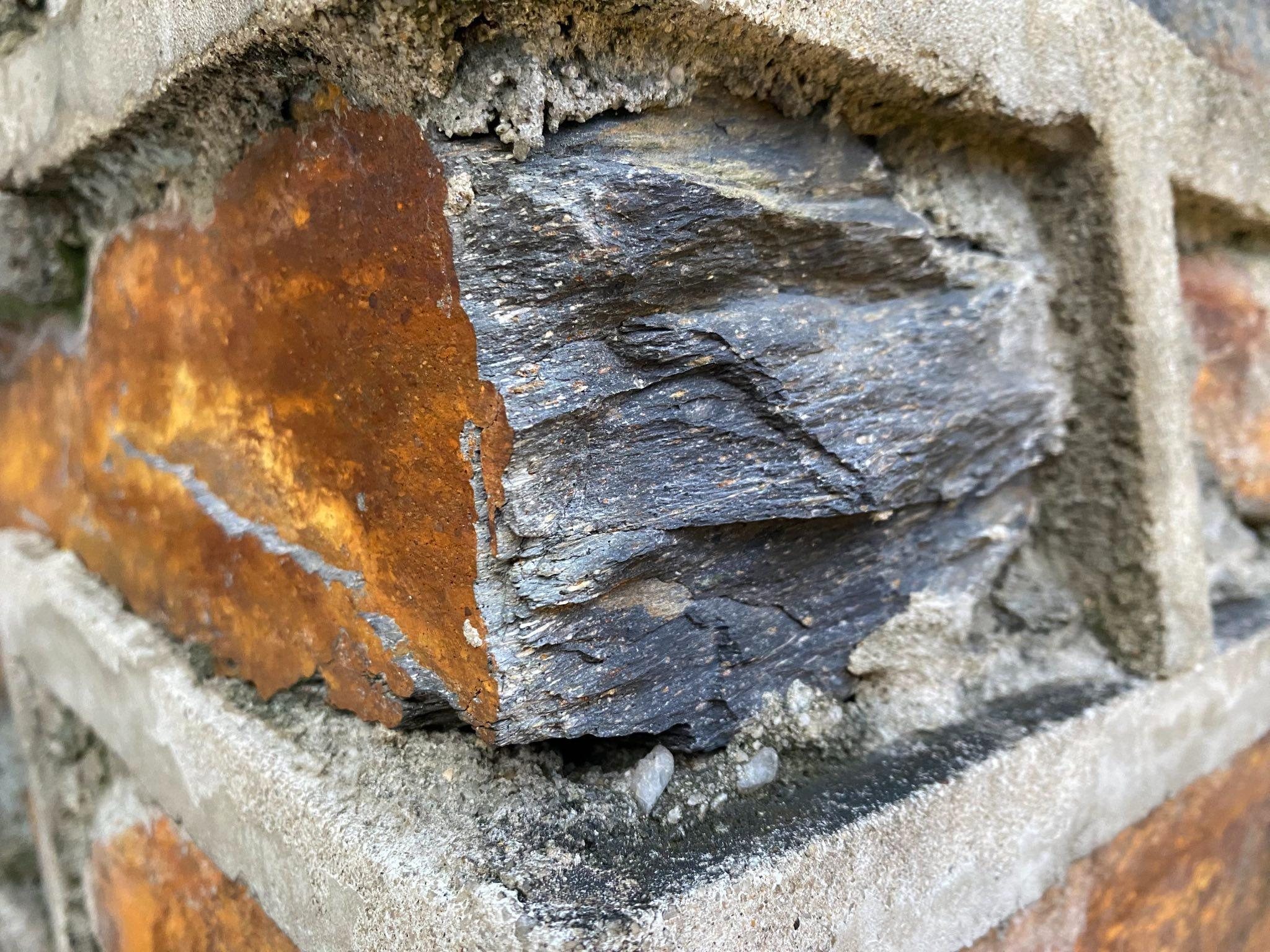
Detall de la pedra de Duke.

Es diu que la pedra utilitzada sobretot per al Campus Oest, però també per a altres edificis de Duke té set colors primaris i disset tons de color. L'ús de la pedra de Duke ha rebut un mèrit parcial per l'èxit de la universitat: "De fet, Duke es va convertir en una gran universitat en part perquè ho semblava des del principi".
Durant la planificació dels edificis d'estil gòtic col·legial de la Universitat, James Buchanan Duke va suggerir inicialment l'ús de pedra de la pedrera de Princeton, però els plans es van modificar posteriorment per comprar-la a una pedrera local a Hillsborough per reduir costos. Després d'una cerca d'una pedra d'origen local adequada per a la construcció en un estil "que fes que semblés que la universitat creixia del terra, com si hagués estat aquí des de sempre", la pedra de Duke i la seva pedrera a Hillsborough van ser identificades pel controlador de la Universitat de Duke, Frank Clyde Brown, i comprades per la universitat el 1925. El controlador Brown, que va supervisar la planificació i la construcció dels edificis gòtics, va escriure que la pedra de Duke "és molt més càlida i suau en color que la de Princeton, i tindrà un aspecte molt més antic i un efecte antic molt més atractiu".
La pedra de Duke és una fil·lita metamòrfica, un tipus de "pissarra" de Carolina, amb composició mineral d'andesita i dacita. La fil·lita dacítica és un tipus de roca predominant que es troba al cinturó de pissarra de Carolina. Es creu que la pedra de Duke i el cinturó de pissarra de Carolina es van formar a l'oceà Iapetus o oceà Jàpet davant la costa del crató de Laurència per una cadena d'illes volcàniques ara fa uns 650 milions d'anys.
Després de la seva formació inicial, la pedra de Duke va patir diversos esdeveniments metamòrfics, inclosa la col·lisió Carolina-Laurència va començar fa uns 375 milions d'anys, fet que coincideix amb el moment de l'orogènesi acadiana que va formar les muntanyes Apalatxes. Tot i que la pedra de Duke no conté fòssils, altres zones de Carolina contenen corals i trilobits fossilitzats que es van utilitzar per establir que aquesta formació és exòtica a la principal massa continental d'Amèrica del Nord (Laurència).
La pedrera de Duke ocupa ara una secció de 2 hectàrees de la divisió Hillsboro del bosc de Duke. En noves construccions i reparacions al campus de Duke, l'ús de la pedra està estrictament regulat: "Totes les pedres es col·locaran sobre els seus llits naturals, amb un 20% de la pedra de cara dividida i un 80% de cara de costura, barrejades proporcionalment per mostrar variacions de coloració de la pedra". En els darrers anys, l'alt cost de l'extracció de la pedra i les formes irregulars dels carreus tallats amb els seus elevats costos de maçoneria associats han portat la universitat a establir una barreja de maons per imitar els colors de la pedra de Duke.

### Campus Est
El Campus Est, la ubicació original de Duke després del seu trasllat a Durham abasta una superfície de 700.000 m² i es troba a 2,4 km del Campus Oest, funciona com a campus pels alumnes de primer curs, i per tant s'hi troben les residències d'estudiants de primer any de la universitat, així com la seu de diversos departaments acadèmics. Des del curs acadèmic 1995-96, tots els estudiants de primer any —i només els de primer any, excepte els estudiants de cursos superiors que serveixen com a assistents residents— han viscut al Campus Est. En aquest campus s'hi troben els estudis d'Història de l'Art, Història, Antropologia Cultural, Literatura, Música, Filosofia i Estudis de la Dona.
A diferència del campus Oest, els edificis d'allotjament no s'organitzen en quads sinó que compta amb cases individuals i residències. Altres edificis del campus són la Biblioteca Lilly, l'Auditori Baldwin, un teatre, el Gimnàs Brodie, pistes de tenis, diverses cistelles de disc golf i una pista per caminar, així com diversos edificis acadèmics. Els edificis d'allotjament del Campus Est són Alspaugh, Basset, Bell Tower, Blackwell, Brown, East House (anteriorment conegut com a Aycock), Epworth, Gilbert-Addoms, Giles, West House (anteriorment conegut com a Jarvis), Pegram, Randolph, Southgate, Trinity i Wilson.

### Campus Central
El Campus Central, amb una extensió de 49.000 m², es troba entre els campus Est i Oest, fins al curs 2019 allotjava uns 1.000 estudiants de segon, tercer i quart any, així com uns 200 estudiants professionals en apartaments dobles o quàdruples. Tanmateix, l'allotjament d'estudiants de grau al Campus Central va acabar després del curs 2018-2019 i els respectius edificis van ser enderrocats. El Campus també acull el Museu d'Art Nasher, el Centre Freeman per a la Vida Jueva, el Centre per a la Vida Musulmana, el Departament de Policia del Campus, l'Oficina de Gestió de la Discapacitat, una Casa Ronald McDonald i departaments administratius com ara els Duke Residence Life i Serveis d'Habitatge. hi ha diverses instal·lacions recreatives i socials com ara pistes de bàsquet, una pista de voleibol platja, un camp de gespa, graelles per a barbacoes i taules per a pícnics, un edifici de reunió general anomenat "Devil's Den", un restaurant conegut com a "Devil's Bistro" i el Mill Village que consta d'un gimnàs i sales d'estudi en grup.
El desembre de 2016, la Universitat va comprar un complex d'apartaments, ara conegut com a 300 Swift. Swift allotja estudiants de cursos superiors i està situat entre els Campus Est i Oest.

### Libreries i museus
Les Biblioteques de Duke inclouen les Biblioteques Perkins, Bostock i Rubenstein al Campus Oest, les Biblioteques Lilly i Music al Campus Est, la Biblioteca Pearse Memorial al Laboratori Marí de Duke i les biblioteques administrades per separat que serveixen a les escoles de la Universitat i la de la Universitat Duke Kunshan.
Les col·leccions d'art de Duke es troben al Museu d'Art Nasher al Campus Central. El museu va ser dissenyat per l'arquitecte uruguaià Rafael Viñoly i porta el nom de l'exalumne i col·leccionista d'art de Duke, Raymond Nasher. El museu va obrir les portes el 2005 amb un cost de més de 23 milions de dòlars i un contingut de més de 13.000 obres d'art, on s'inclouen obres de William Cordova, Marlene Dumas, Olafur Eliasson, David Hammons, Barkley L. Hendricks, Christian Marclay, Kerry James Marshall, Alma Thomas, Hank Willis Thomas, Bob Thompson, Kara Walker, Andy Warhol, Carrie Mae Weems, Ai Weiwei, Fred Wilson i Lynette Yiadom Boakye.

### Jardins Sarah P. Duke
Els Jardins Sarah P. Duke, establerts a principis de la dècada de 1930, estan situats entre el Campus Oest i el Campus Central. Els jardins ocupen 22 hectàrees, dividits en quatre seccions principals: les Terrasses originals i els seus voltants; el Jardí de Plantes natives H.L. Blomquist, dedicat a la flora del sud-est dels Estats Units; l'Arboretum Asiàtic William L. Culberson, que allotja plantes de l'Àsia oriental i a l'est d'Amèrica del Nord; i els Jardins del Centre Doris Duke. Hi ha 8 km de camins i passadissos al llarg dels jardins i aquests són un monument commemoratiu a Sarah Pearson Angier Duke, mare de Mary Duke Biddle i esposa de Benjamin N. Duke, un dels benefactors de la Universitat Duke.

### Hospital Universitari de Duke

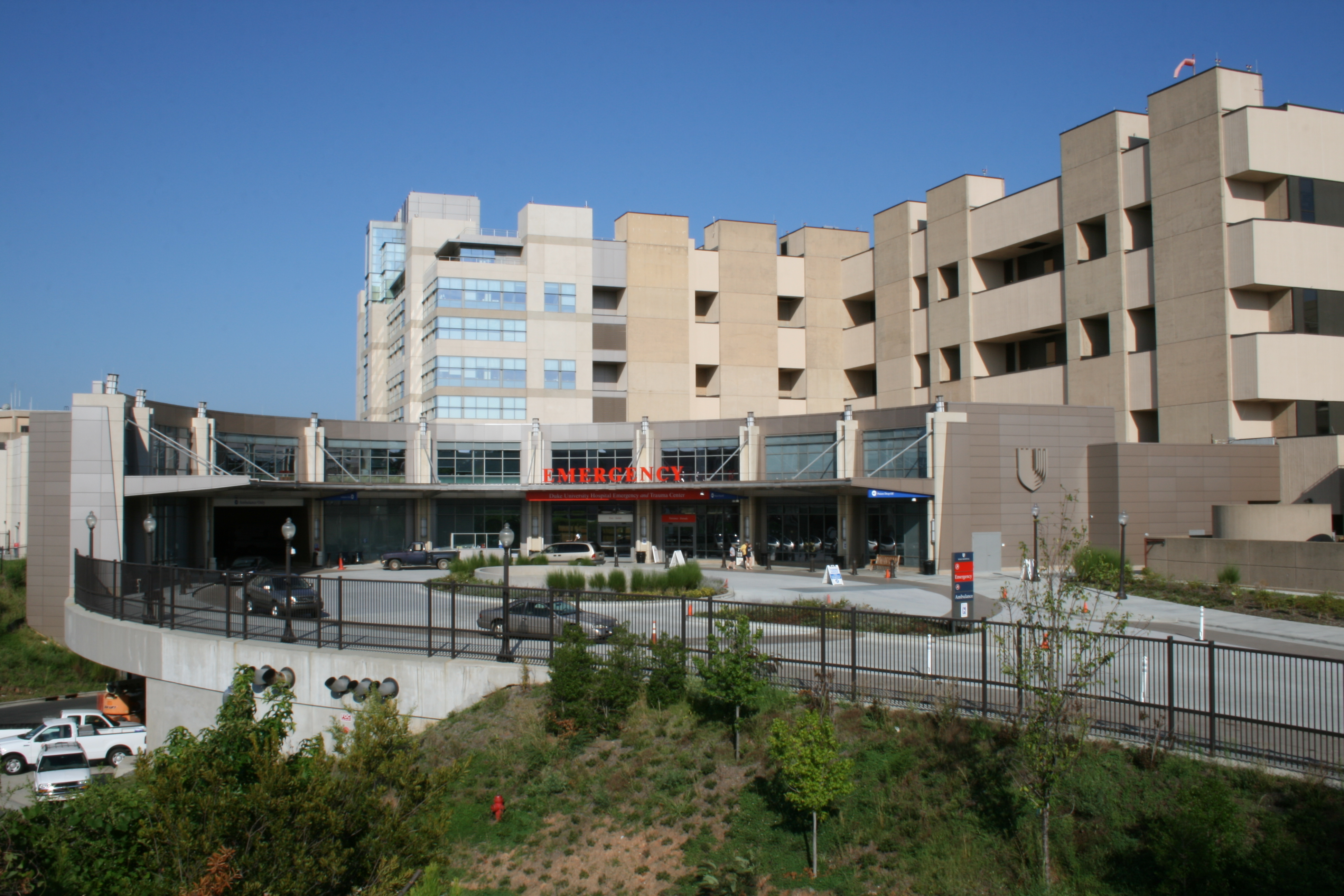
Hospital Universitari de Duke

L'Hospital Universitari de Duke és un centre d'atenció terciària acadèmica que disposa de 957 llits d'atenció aguda, situat al campus de la Universitat. Fou fundat el 1930 i és l'hospital docent insígnia del Sistema de Salut de la Universitat de Duke, una xarxa de metges i hospitals que serveixen als habitants dels comtats de Durham i de Wake, així com un dels tres centres de referència de nivell I del Triangle de Recerca de Carolina del Nord (els altres dos són els hospitals de la Universitat de Carolina del Nord a Chapel Hill i el WakeMed Raleigh a Raleigh).
El Sistema de Salut de la Universitat de Duke combina la Facultat de Medicina, la Facultat d'Infermeria, la Clínica Duke i els hospitals membres en un sistema de recerca, atenció clínica i educació. A principis del 2012 es va obrir al costat de l'hopsital el Centre Oncològic de Duke.

### Laboratori Marí

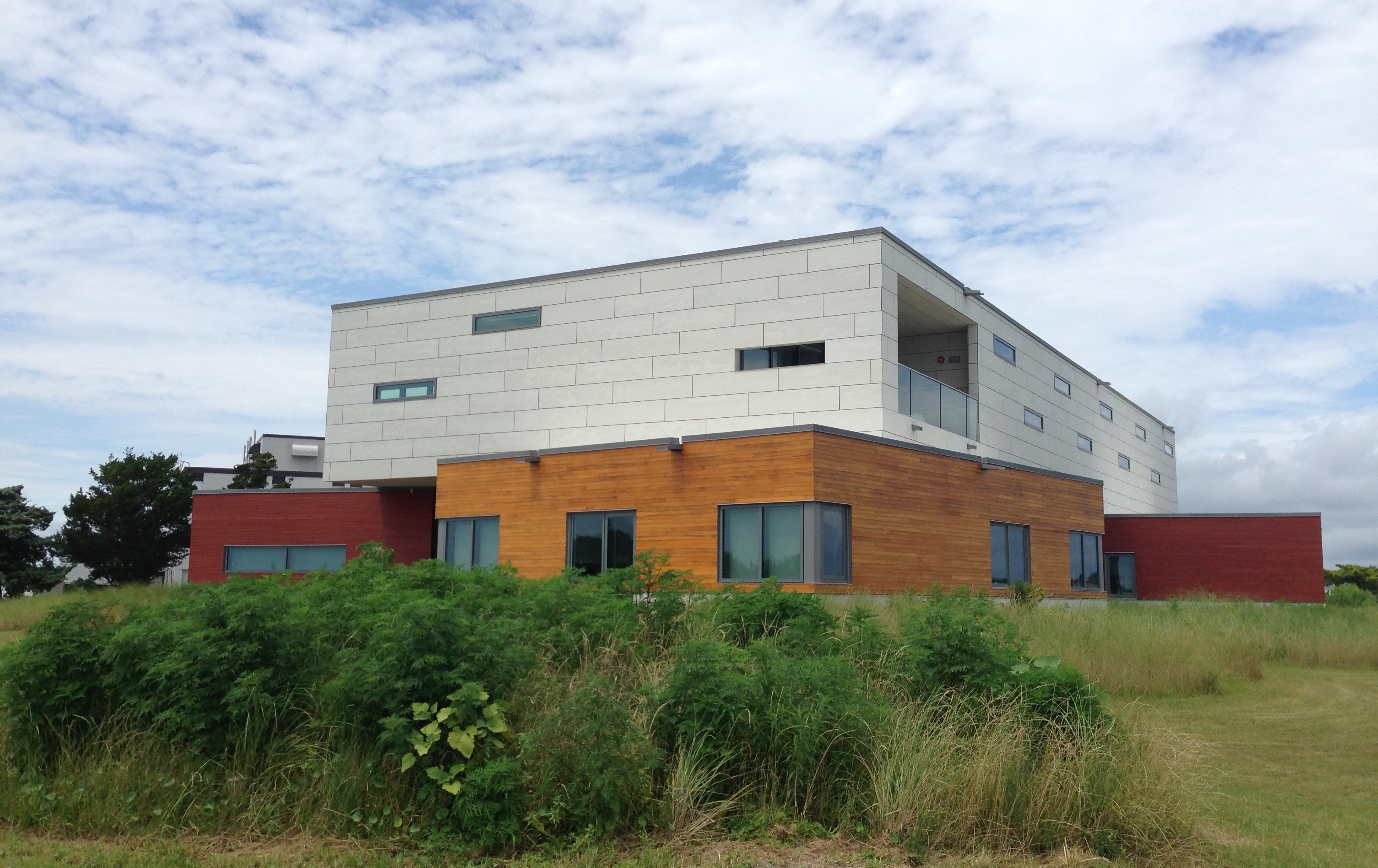
Laboratori Marí de la Universitat Duke a Beaufort.

El Laboratori Marí de la Universitat Duke, situat prop de la ciutat costanera de Beaufort, també forma part del campus de Duke. El laboratori  està situat a Pivers Island, als Outer Banks de Carolina del Nord, a uns 140 m a través del canal de Beaufort. L'interès de Duke per la zona va començar a principis de la dècada de 1930 i els primers edificis es van construir el 1938. El professorat resident representa les disciplines de l'oceanografia, la biologia marina, la biomedicina marina, la biotecnologia marina i la política i la gestió marina costanera. El Laboratori Marí és membre de l'Associació Nacional de Laboratoris Marins. El maig de 2014 es va inaugurar el Laboratori de Recerca Marina Orrin H. Pilkey, de nova construcció.

### Duke a Singapur i la Xina

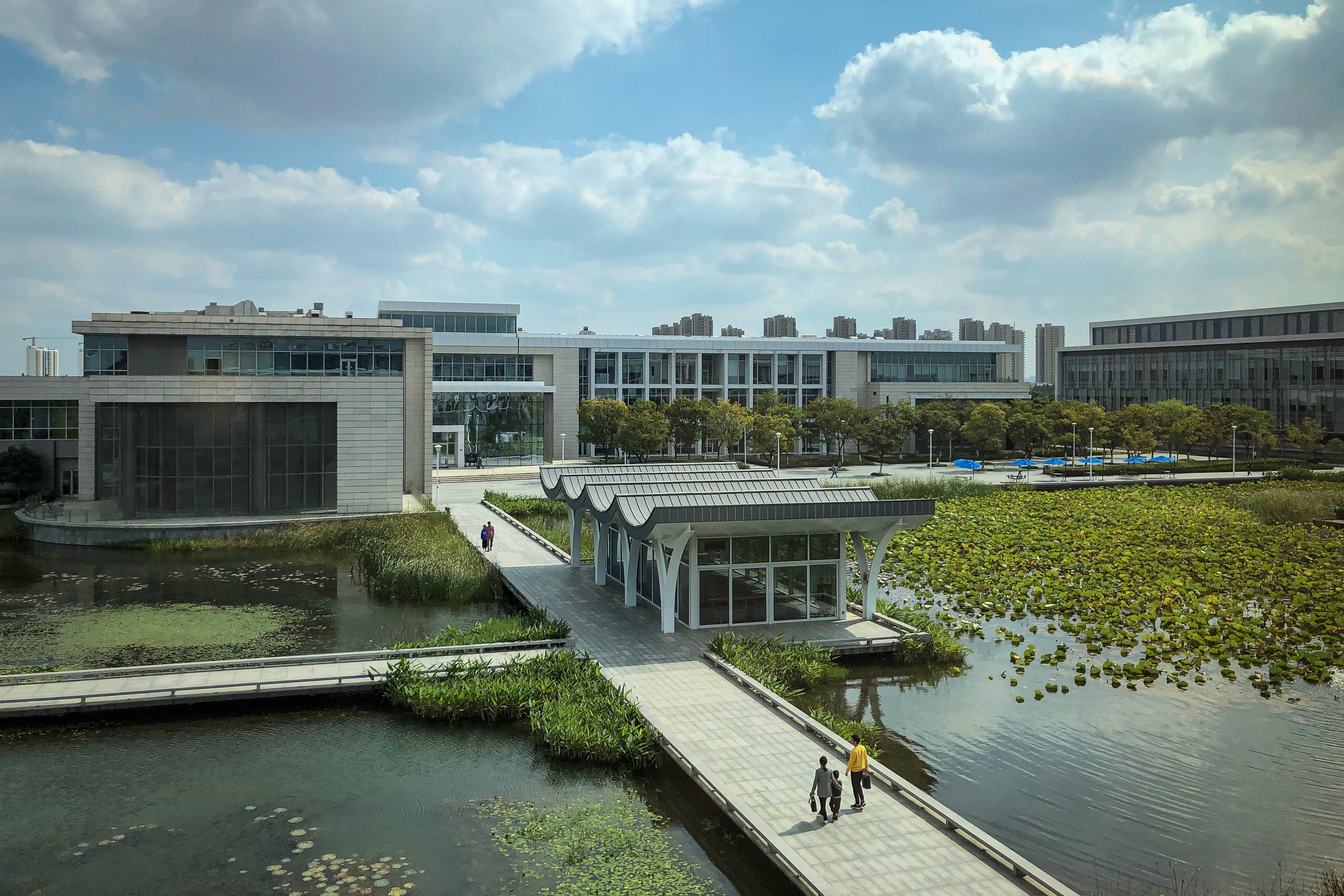
Panoràmica de la Universitat Duke Kunshan.

L'abril de 2005, Duke i la Universitat Nacional de Singapur van signar un acord formal en virtut del qual les dues institucions s'associarien per establir la Facultat de Medicina Duke-NUS a Singapur. El pla d'estudis es basa en el de la Facultat de Medicina de la Universitat Duke. Els estudiants procedeixen de 42 països diferents. L'escola forma part del sistema de la Universitat Nacional de Singapur, però es diferencia perquè està supervisada per un consell de govern, que inclou un representant de Duke que té poder de veto sobre qualsevol decisió acadèmica presa pel consell.
El 2013 es va constituir la Universitat Duke Kunshan (abreujada "DKU"), una associació entre la Universitat Duke, la Universitat de Wuhan i la ciutat de Kunshan. La universitat ofereix un programa de grau que el defineix com "una experiència d'arts liberals amb influència en la recerca que es basa en l'ADN únic de Duke com a important universitat de recerca, però amb una forta filosofia, estructura i orientació a les arts liberals" i diversos programes de màster (Enginyeria Elèctrica i Enginyeria Informàtica, Política Ambiental, Estudis de Gestió, Ciència en Salut Global, Ciència en Física Mèdica)

### Editorial
La Duke University Press és l'editorial acadèmica de la universitat. Publica aproximadament 150 llibres anualment i més de 55 revistes acadèmiques, així com cinc col·leccions electròniques. Les publicacions són principalment sobre humanitats i ciències socials, però també és particularment coneguda per les seves revistes de matemàtiques. Fou fundada el 1921 per William T. Laprade amb el nom de The Trinity College Press.
És una de les tretze editorials que participen en el programa pilot Knowledge Unlatched, un consorci de biblioteques globals per finançar llibres d'accés obert. Duke ha proporcionat llibres per a la Col·lecció Pilot.

## Esports

Interior del Cameron Indoor Stadium, llar de l'equip de bàsquet dels Blue Devils.

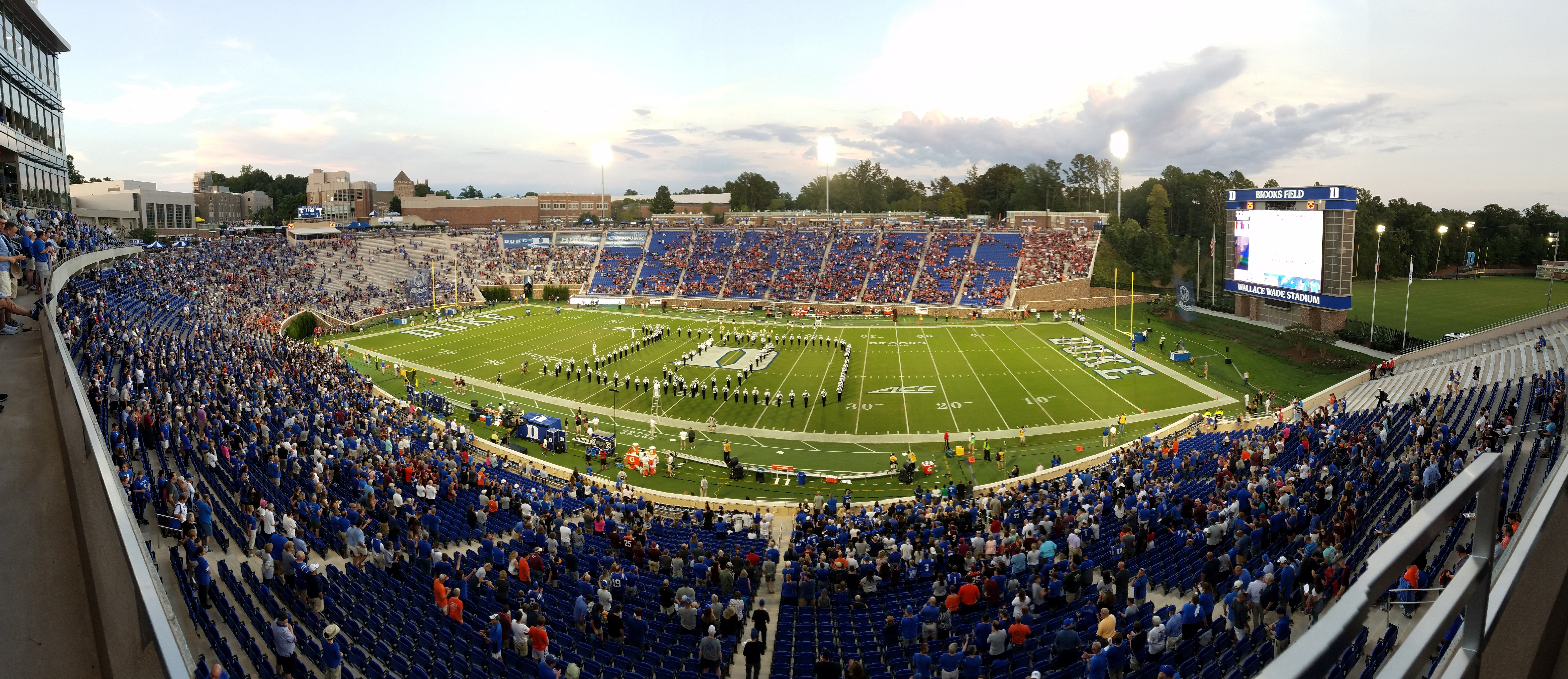
Panoràmica del Wallace Wade Stadium.

Els equips de l'aleshores Trinity College de la universitat eren coneguts originalment pels noms de "Trinity Eleven", "Blue and White" o "Methodists". William H. Landeri Mike Bradshaw, editors del diari Trinity Chronicle durant el curs acadèmic 1922-1923 van començar a referir-se als equips esportius com els "Blue Devils". L'equip del diari va continuar utilitzant aquest nom i, a través de la repetició, els "Blue Devils" es van acabar popularitzant.
L'Associació Atlètica de la Universitat competeix en 27 esports diferents i engloba més de 650 estudiants-atletes. Els diferents equips són membres de la Divisió I de la National Collegiate Athletic Association (NCAA), la Football Bowl Subdivision (FBS) i l'Atlantic Coast Conference (ACC). Els equips masculins participen en dotze esports i els femenins en trets esports diferents.
Els equips de Duke han guanyat 17 campionats nacionals per equips de la National Collegiate Athletic Association (NCAA): l'equip femení de golf n'ha guanyat set (1999, 2002, 2005, 2006, 2007, 2014 i 2019), l'equip masculí de bàsquet n'ha guanyat cinc (1991, 1992, 2001, 2010 i 2015), l'equip masculí de lacrosse n'ha guanyat tres (2010, 2013 i 2014), i els equips masculins de futbol (1986) i de tenis femení (2009) n'han guanyat un cadascun. Duke es classifica constantment entre els millors a la Copa de Directors de l'Associació Nacional de Directors d'Atletisme Universitari (NACDA), una mesura general de l'èxit atlètic d'una institució.
Pel que fa a l'àmbit acadèmic, nou programes d'atletisme universitari de Duke van registrar una puntuació perfecta de 1.000 a l'Informe de Progrés Acadèmic (APR) plurianual de la NCAA publicat l'abril de 2016.
Basquetbol
L'equip masculí de bàsquet de Duke és un dels programes de bàsquet més reeixits del país. L'èxit de l'equip va ser particularment destacat durant els seus 42 anys (1980-2022) sota l'entrenador Mike Krzyzewski. L'equip té el rècord de més títols de tornejos de la Conferència de la Costa Atlàntica amb vint-i-tres. L'entrenador Krzyzewski també ha entrenat la selecció masculina de bàsquet dels Estats Units des del 2006 i va liderar l'equip a les medalles d'or olímpiques el 2008, 2012 i 2016. Els seus equips també van guanyar l'or al Campionat del Món el 2010 i el 2014. En total, 32 jugadors de Duke han estat seleccionats a la primera ronda del draft de l'NBA a l'era Krzyzewski i més de 50 jugadors de Duke han estat seleccionats al draft de l'NBA. Entre els exjugadors nacionals de l'any en bàsquet masculí es troben: Dick Groat, Art Heyman, Johnny Dawkins, Danny Ferry, Christian Laettner, Elton Brand, Jay Williams (dues vegades), Shane Battier, JJ Redick (dues vegades), Marvin Bagley III, RJ Barrett, Zion Williamson i Cooper Flagg.
El 2021, Jon Scheyer va ser nomenat nou entrenador en cap de l'equip després de la retirada de Mike Krzyzewski al final de la temporada 2021-22.
Futbol americà
Els Blue Devils han guanyat set campionats de futbol americà de l'Atlantic Coast Conference (ACC), han tingut deu jugadors guardonats com a Jugador de l'Any (la xifra més alta de l'ACC), i han tingut tres membres del Saló de la Fama del Futbol americà professional que han sortit del programa (segons a l'ACC, només per darrere dels quatre de la Universitat de Miami). Dels Blue Devils han sortit 11 membres del Saló de la Fama del futbol americà universitari, fet que els situa en segon lloc a l'ACC. Duke també ha guanyat divuit campionats de conferència en total (7 de l'ACC, 9 de la Southern Conference i un de la Big Five Conference). Aquest total és el més alt de l'ACC empatat amb la Universitat Clemson.
La temporada més famosa dels Duke va ser la del 1938, quan Wallace Wade va entrenar els "Iron Dukes", que van deixar sense punts tots els equips rivals de la temporada regular; només tres equips a la història poden presumir d'una gesta així. Aquell mateix any, Duke van fer la primera aparició a la Rose Bowl, on van perdre per 7-3, quan la Universitat del Sud de Califòrnia va marcar un touchdown en l'últim minut del partit. Els Blue Devils de Wade van perdre un altre Rose Bowl contra l'equip de la Universitat Estatal d'Oregon el 1942, aquest cop disputat a l'estadi local dels Duke a causa de l'atac a Pearl Harbor, fet que va provocar la por que una gran concentració de gent a la costa oest pogués estar a l'abast dels portaavions japonesos. El programa de futbol americà va tenir força èxit a les dècades de 1950 i 1960, guanyant sis dels primers deu campionats de futbol americà de l'ACC del 1953 al 1962 amb l'entrenador Bill Murray. Els Blue Devils no tornarien a guanyar un campionat de l'ACC fins al 1989 amb l'entrenador Steve Spurrier.
Tot i que l'equip de futbol americà ha tingut dificultats al camp en alguns moments, la taxa de graduació dels seus jugadors es troba constantment entre les més altes de les escoles de la Divisió I de la Football Bowl Subdivision (FBS). Les altes taxes de graduació de Duke li han valgut més premis AFCA Academic Assoliment que qualsevol altra institució.
Atletisme
El 2003, Norm Ogilvie va ser nomenat director de la secció d'atletisme i ha portat els atletes a guanyar més de 60 campionats individuals de l'ACC i 81 seleccions All-American, a més de la majoria dels rècords d'atletisme batuts durant el seu mandat. El 2015 es van inaugurar les noves instal·lacions del Morris Williams Track and Field Stadium.

## Vida estudiantil
El cos d'estudiants de Duke està format per 6.523 alumnes de grau i 10.976 estudiants de postgrau i professionals (a la tardor del 2024). Un estudi del 2015 situava la renda mitjana dels pares d'un estudiant de Duke en 186.700 dollars, la cinquena posició d'un grup de 12 universitats d'elit, i aproximadament només l'1,6% dels estudiants de Duke provenien d'una família pobra. El New York Times va descriure Duke el 2023 com la universitat amb menys diversitat econòmica i millor classificada dels Estats Units.

### Allotjament
La universitat exigeix que els estudiants visquin al campus durant els tres primers anys de la seva vida universitària, excepte un petit percentatge d'estudiants de tercer semestre que estan exempts a través d'un sistema de loteria. Aquest requisit està justificat per l'administració com un esforç per ajudar els estudiants a connectar més estretament entre ells i mantenir un sentiment de pertinença dins de Duke. Així, el 85% dels estudiants de grau viuen al campus. Tots els estudiants de primer any s'allotgen en una de les 14 residències del Campus Est. El volum d'ocupació d'aquestes residències varia des del 50 estudiants d'Epworth Hall (la residència més antiga, construïda el 1892 amb el nom de "the Inn" i tancada el 2024) fins als 250 residents de la Gilbert-Addoms Residence Hall. La majoria d'aquestes residències són d'estil georgià típic del Campus Est.
Els estudiants de segon i tercer any resideixen al Campus Oest, mentre que la majoria dels estudiants de grau de quart any opten per viure fora del campus. El Campus Oest conté set dels anomenats quadrangles o quads: els quatre al llarg de "Main West st." es van construir a la dècada de 1930, mentre que des de llavors se n'han afegit tres de més nous. El Campus Central va proporcionar allotjament a més de 1.000 estudiants en edificis d'apartaments fins al 2019. Tots els habitatges del Campus Oest estan organitzats en "cases" —seccions de residències universitàries— a les quals els estudiants poden tornar cada any. Els residents de les cases creen les seves identitats de casa. Hi ha cases d'estudiants no afiliats, així com cases de benestar i comunitats d'aprenentatge que adopten un tema com les arts o les llengües estrangeres. També hi ha nombrosos "grups de vida selectius" al campus per a estudiants que volen acords de vida autoseleccionats. Aquests són grups residencials similars a les fraternitats o sororitats, excepte que generalment són mixtes i no estan afiliats a cap organització nacional. Molts d'ells també giren al voltant d'un interès particular com l'emprenedoria, la participació cívica o la cultura afroamericana o asiàtica. Quinze fraternitats i nou sororitats també tenen casa al campus.

### Fraternitats i sororitats
Aproximadament el 30% dels nois i aproximadament el 40% de les noies estudiants de grau són membres de fraternitats o sororitats. Durant el curs 2024-2025 Duke compta amb el capítol Psi Upsilon (Psi U) de la The Interfraternity Council (IFC); els capítols del Multicultural Greek Council: Alpha Kappa Delta Phi Sorority, Inc. (aKDPhi), Alpha Pi Omega Sorority Inc. (APiO), Lambda Phi Epsilon Fraterinty, Inc. (LPhiE), Lambda Theta Alpha Latin Sorority, Inc. (LTA) i La Unidad Latina Lambda Upsilon Lambda Fraternity, Inc. (LUL); i els capítols del National Pan-Hellenic Council: Alpha Kappa Alpha Sorority, Inc. (AKA), Alpha Phi Alpha Fraternity, Inc. (Alpha), Delta Sigma Theta Sorority, Inc. (DST), Kappa Alpha Psi Fraternity, Inc. (Kappa), Omega Psi Phi Fraternity, Inc. (Omegas), Phi Beta Sigma Fraternity, Inc. (Sigma) i Zeta Phi Beta Sorority, Inc. (ZPhiB).

### Organitzacions d'estudiants
Més de 800 clubs i organitzacions estudiantils operen a la universitat de Duke entre les quals hi ha les fraternitats anteriorment esmentades i clubs d'esport o interessats en temes com política, dret, periodisme, música, teatre, etc.
The Chronicle és el diari dels estudiants de la Universitat. Es va publicar per primera vegada com a The Trinity Chronicle el 19 de desembre de 1905 i es canvià The Chronicle quan el Trinity College va passar a anomenar-se Universitat Duke.  El diari va guanyar el premi Best in Show a la divisió de diaris a la Convenció Nacional de Mitjans de Comunicació Universitaris de l'Associated Collegiate Press del 2005.
Cable 13, fundada el 1976, és l'emissora de televisió dirigida per estudiants de la universitat. És una activitat popular per als estudiants interessats en la producció cinematogràfica i els mitjans de comunicació. Mentre que WXDU, amb llicència del 1983, és l'emissora de ràdio FM no comercial de la universitat, reconeguda a escala nacional, operada per estudiants i voluntaris.

## Duke Alumni Association
L'Associació d'Antics Alumnes de Duke és una associació d'antics alumnes disponible automàticament per a tots els graduats de Duke i que compta amb  més de 160.000 persones. Els beneficis inclouen l'assistència a esdeveniments per a antics alumnes, una xarxa global de capítols regionals d'antics alumnes, oportunitats educatives i de viatge i comunicacions com ara The Blue Note i la revista Duke. Proporciona accés al Duke Lemur Center, al Nasher Museum of Art, als Duke Rec Centers i a altres instal·lacions del campus.

## Personalitats destacades
Duke també és l'alma mater d'un president dels Estats Units i d'un president de Xile, vint-i-cinc membres del gabinet dels Estats Units, sis governadors estatals, membres del Congrés dels Estats Units i diplomàtics, vint-i-set presidents d'universitats, quatre membres de la reialesa i catorze multimilionaris vius, a principis del 2020.

### Guardonats amb el Premi Nobel
- Charles Hard Townes, Premi Nobel de Física de 1964. També guanyador del Premi Templeton el 2005 i Medalla Nacional de la Ciència de 1982.[204]
- Gertrude Belle Elion, premi Nobel de Fisiologia o Medicina de 1988.[205]
- George H. Hitchings, premi Nobel de Fisiologia o Medicina de 1988.[205]
- Hans Dehmelt, Premi Nobel de Física de 1989.[206] i receptor de la Medalla Nacional de la Ciència el 1995.
- Martin Rodbell, premi Nobel de Fisiologia o Medicina de 1994.[207]
- Robert Coleman Richardson, Premi Nobel de Física de 1996.[208]
- Peter Agre, Premi Nobel de Química de 2003.[209]
- Robert Lefkowitz, Premi Nobel de Química el 2012[210] i Medalla Nacional de la Ciència de 2007.
- Brian Kobilka, Premi Nobel de Química 2012.[210]
- Paul L. Modrich, Premi Nobel de Química 2015.[211]
- William Kaelin Jr., Premi Nobel de Fisiologia o Medicina de 2019.[212]
- Simon Johnson, Premi Nobel d'Economia 2024.[213]
- Gregg Semenza, Premi Nobel de Fisiologia o Medicina de 2019.[212]
- George P. Smith, Premi Nobel de Química de 2018.[214]

### Guardonats amb el Premi Turing
- Fred Brooks, conegut per dirigir el desenvolupament de la família d'ordinadors IBM System/360. Guardonat amb la Medalla Nacional de Tecnologia i Innovació el 1985, amb la Medalla IEEE John von Neumann el 1993 i amb el Premi Turing el 1999.[215]
- Edmund M. Clarke, va desenvolupar la verificació de models. Guardonat amb el Premi Turing el 2007.[216]
- John Cocke, considerat el pare de l'arquitectura informàtica RISC,[217] guardonat amb el Premi Turing el 1987,[218]  amb la Medalla Nacional de Tecnologia i Innovació el 1991 i amb la Medalla Nacional de la Ciència el 1994.

### Professorat
Categoria principal: Professors de la Universitat Duke

### Antics alumnes
Categoria principal: Alumnes de la Universitat Duke
Entre els antics alumnes de Duke en política i govern hi ha el president dels Estats Units Richard Nixon i el president xilè Ricardo Lagos. Membres de governs anteriors i actuals com David Addington, Danielle C. Gray, Reggie Love, Juanita M. Kreps, Stephen Miller, Ken Starr i Daniel C. Roper. Senadors i representants com Elizabeth Dole, Mo Cowan, Shelley Moore Capito, Rand Paul, Bob Krueger, Angela Alsobrooks, Ted Kaufman, Ron Paul, Mo Brooks, Ben Quayle, Nick Rahall, Nick Galifianakis, Mike Levin i Erica Lee Carter. Governadors dels Estats Units com J.B. Pritzker, Bob Wise i Eric Greitens. Funcionaris estatals dels Estats Units com Dan Blue, Jason Carter, Justin Fairfax i Kelli Ward. Fiscals com Andrew McCabe, Jeffrey Lichtman i Marc Elias.
Destaquen també els antics alumnes dedicats al món empresarial amb la filàntropa Melinda Gates; John P. Angelos, expropietari de l'equip de beisbol Baltimore Orioles; David Lauren, vicepresident sènior de Ralph Lauren Corporation; els consellers delegats d'Apple Inc, Tim Cook, de Procter & Gamble, David S. Taylor, de Bear Stearns, Alan Schwartz, de Morgan Stanley, John J. Mack, de Pfizer, Edmund T. Pratt Jr., de McDonald's, Chris Kempczinski, i de General Motors, Rick Wagoner; i el comissionat de la National Basketball Association, Adam Silver.
Entre les personalitats destacades dels mitjans de comunicació hi ha l'exdirector general del canal MSNBC, Dan Abrams; el comentarista del canal ESPN, Dan Abrams; el president de CBS News i CBS Sports, Sean McManus; l'expresentador del seu programa d'entrevistes homònim al canal PBS, Charlie Rose; l'excorresponsal a la Casa Blanca del canal CNN, John Harwood; la columnista de Bloomberg LP i reportera de la CNN, Nia-Malika Henderson; la presentadora del canal PBS, Judy Woodruff; els actors Jared Harris, Ken Jeong, Rita Volk i Annabeth Gish.
En l'àmbit esportiu, entre els antics alumnes hi ha els jugadors de bàsquet Art Heyman, Mike Gminski, Danny Ferry, Grant Hill, Christian Laettner, Bobby Hurley, Shane Battier, Elton Brand, Jay Williams, Carlos Boozer, Luol Deng, JJ Redick, Kyrie Irving, Jabari Parker, Jahlil Okafor, Grayson Allen, Brandon Ingram, Jayson Tatum, Marvin Bagley III, RJ Barrett, Zion Williamson i Paolo Banchero. Els jugadors de futbol americà Sonny Jurgenson, George McAfee, Ace Parker, Daniel Jones i Jamison Crowder; els jugadors de beisbol Marcus Stroman, Matt Mervis, Bryce Jarvis, Dick Groat, Ryan Jackson i Nate Freiman; els atletes olímpics Shannon Rowbury, Rebecca Ward, Nancy Hogshead-Makar, Randy Jones, Ibtihaj Muhammad i Abigail Johnston, entre d'altres.
Entre el professorat actual i antic s'inclou Manny Azenberg, un productor de Broadway les produccions del qual han guanyat 40 premis Tony; Adrian Bejan, constructor del Nombre de Bejan; David Brooks, columnista del The New York Times; el professor de dret Walter E. Dellinger III, exfiscal general dels Estats Units, fiscal general adjunt i cap de l'Oficina d'Assessorament Jurídic durant el mandat de Bill Clinton. El novel·lista i dramaturg Ariel Dorfman va guanyar el premi Laurence Olivier del 1992. Peter Feaver va ser membre del Consell de Seguretat Nacional durant el mandat de Clinton i George W. Bush; David Gergen va ser assessor dels presidents Richard Nixon, Gerald Ford, Ronald Reagan i Bill Clinton. El crític i historiador literari Henry Louis Gates. John Hope Franklin va ser guardonat amb la Medalla Presidencial de la Llibertat per Bill Clinton; mentre que William Raspberry, columnista sindicalitzat de The Washington Post, va guanyar el premi Pulitzer el 1994.